# Sympycnus gorgon
Sympycnus gorgon är en tvåvingeart som beskrevs av Frey 1958. Sympycnus gorgon ingår i släktet Sympycnus och familjen styltflugor. Inga underarter finns listade i Catalogue of Life.